# Davenport (Greater Manchester)
Davenport is een plaats in het bestuurlijke gebied Stockport, in het Engelse graafschap Greater Manchester. De plaats telt 11.764 inwoners.